# Edward D. Swift
Edward Doane Swift (ur. 24 grudnia 1870, zm. 25 września 1935) – amerykański astronom, syn astronoma Lewisa Swifta.

## Odkrycia
Odkrył szereg obiektów NGC i IC oraz ponownie odkrył zagubioną kometę 54P/de Vico-Swift-NEAT.